# Таксономія п'яти царств
Таксономія п'яти царств — система двох імперій, яка поділяє організми на імперії (надцарства) Прокаріоти та Еукаріоти, і система п'яти царств — виділяє царства Прокаріоти, Протисти, Гриби, Рослини і Тварини.